# Achaiischer Krieg
Der Achaiische Krieg war ein 146 v. Chr. ausgetragener militärischer Konflikt zwischen der Römischen Republik und dem Achaiischen Bund.  Unmittelbarer Auslöser war ein vorangegangener Krieg des Bundes gegen sein nach mehr Autonomie strebendes Mitglied Sparta, das von Rom unterstützt wurde. Die Römer errangen relativ mühelos den Sieg; und der Konsul Lucius Mummius statuierte ein Exempel, indem er die blühende Handelsstadt Korinth plündern und zerstören ließ. Der Achaiische Bund verlor seine politische Bedeutung und Griechenland endgültig seine Unabhängigkeit. Es kam unter direkte römische Kontrolle.

## Vorgeschichte und Ursachen
Zwar war der Achaiische Bund seit 198 v. Chr. mit Rom verbündet und hatte mit dessen Hilfe die Vormachtstellung auf der Peloponnes errungen, doch kam es in der Folgezeit zwischen den beiden Mächten zu Spannungen. Ursache hierfür war u. a. die römische Einmischung in innere Angelegenheiten des Achaiischen Bundes, so in seine Auseinandersetzungen mit seinem Mitglied Sparta bezüglich dessen vom Bund gewünschter engerer Eingliederung. Ferner verlangte Rom 168 v. Chr. die Auslieferung von tausend peloponnesischen Adligen, die der Sympathie mit dem romfeindlichen Makedonenkönig Perseus verdächtig waren, als Geiseln. Dies rief bei den Griechen großen Unmut hervor und gehörte ebenfalls zu den Ursachen der Entfremdung zwischen Rom und dem Achaiischen Bund. Auch die Rückkehr der Reste der achaiischen Geiseln, etwa einem Drittel, in ihre Heimat im Jahr 151 v. Chr. änderte die Situation nicht wesentlich.
149 v. Chr. brach der Streit zwischen Sparta, das mehr Autonomie forderte, und dem Achaiischen Bund wieder aus. Die beiden Konfliktparteien schlossen aber einen Vertrag, demzufolge 24 vornehme Spartaner verbannt wurden. Diese führten in Rom Klage gegen die Achaier; ihr Wortführer war Menalkidas. Den Standpunkt des Achaiischen Bundes vertrat Diaios aus Megalopolis im Winter 149/148 v. Chr. vor dem römischen Senat, der sich vorläufig einer Entscheidung enthielt. Die Achaier warteten diese nicht ab, sondern eröffneten unter ihrem Strategen Damokritos trotz der Warnungen des römischen Prätors Quintus Caecilius Metellus Macedonicus 148 v. Chr. den Krieg gegen Sparta, wobei in einer blutigen Schlacht 1000 Spartaner fielen. Da Damokritos den Sieg nicht ausnützte, wurde an seiner Stelle Diaios neuer achaiischer Stratege und setzte den Kampf gegen Sparta eifrig fort. Der Senat verlor nun die Geduld mit den Achaiern und sandte eine Kommission unter Führung des ehemaligen Konsuls Lucius Aurelius Orestes nach Griechenland. Die römischen Emissäre informierten den Bund auf dessen Versammlung in Korinth über den Senatsbeschluss, dass er künftig auf die Mitgliedschaft von Sparta, Argos, Korinth, Orchomenos und Herakleia Trachinia verzichten müsse. Dies führte zu tumultartigen Szenen, Schmähungen der römischen Gesandten und der Gefangennahme der in Korinth anwesenden Spartaner.
Nach der Berichterstattung der römischen Gesandten über die Vorkommnisse in Korinth schickte der Senat 147 v. Chr. eine zweite, vom ehemaligen Konsul Sextus Iulius Caesar geleitete Gesandtschaft nach Griechenland. Die römischen Emissäre wiederholten auf der Versammlung des Achaiischen Bundes in Aigion die früheren Forderungen des Senats und verlangten Genugtuung für die den früheren Gesandten in Korinth widerfahrenen Unbilden. Der neue, ebenso wie sein Vorgänger Diaios demagogisch agierende und nationalistisch-griechisch eingestellte achaiische Stratege Kritolaos hintertrieb das Zustandekommen einer den römischen Gesandten versprochenen Versammlung in Tegea, auf welcher der Konflikt zwischen dem Achaiischen Bund und Sparta beigelegt werden sollte. Die römischen Delegierten kehrten daraufhin missmutig nach Rom zurück. Danach unternahm Kritolaos eine Rundreise durch achaiische Städte und wiegelte die verarmten unteren Volksschichten, die er u. a. durch Schuldenerlass gewann, gegen die Römer auf. Theben und Chalkis schlossen sich ihm an. Eine von Metellus im Frühjahr 146 v. Chr. zur achaiischen Bundesversammlung in Korinth entsandte römische Delegation sollte die Achaier zum Ruhehalten ermahnen, doch wurden die Reden der Gesandten durch den Lärm der von Kritolaos fanatisierten Menge übertönt. Die Delegierten reisten nach diesem diplomatischen Fehlschlag ab; der Bruch zwischen den Achaiern und Rom war damit unvermeidlich geworden.

## Kriegsverlauf

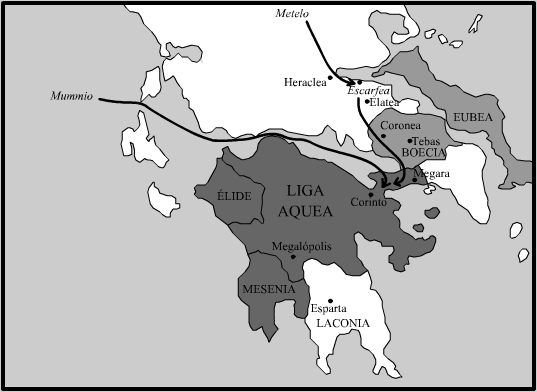
Ausdehnung des Achaiischen Bunds kurz vor Ausbruch des Achaiischen Kriegs, mit Angabe der Invasionsrouten der römischen Feldherren Metellus und Mummius nach Mittelgriechenland.

### Schlacht bei Skarpheia; Kriegsvorbereitungen des achaiischen Strategen Diaios
Der Achaiische Bund beschloss in Überschätzung seiner militärischen Stärke den Krieg gegen Sparta und damit wohl implizit auch gegen Rom, das allerdings damals noch militärisch stark in Spanien sowie in Nordafrika gegen Karthago engagiert war. Kritolaos erhielt außerordentliche Vollmachten und rekrutierte ein starkes Bundesheer. Es wurde entschieden, zunächst die Stadt Herakleia Trachinia, die sich aufgrund des Senatsbeschlusses vom Bund losgesagt hatte, zu bestrafen. Auf römischer Seite war der Konsul Lucius Mummius 146 v. Chr. mit dem Oberbefehl in Griechenland betraut worden; da er aber noch nicht eingetroffen war, übernahm einstweilen Quintus Caecilius Metellus Macedonicus die Leitung der Kriegsführung. Als er mit seinen Legionen in der Nähe von Herakleia erschien, hob Kritolaos die Belagerung der Stadt auf und floh nach dem Peloponnes. Metellus verfolgte das fliehende Achaier-Heer, holte es bei Skarpheia in Lokris ein und schlug es vernichtend. Die Griechen hatten zahlreiche Tote und Gefangene zu beklagen; Kritolaos blieb seitdem verschollen. Eine dem Kritolaos zu Hilfe gezogene Schar Arkader wurde von der Phokern aus Elateia, wo sie Zuflucht gesucht hatte, ausgewiesen und auf dem Rückmarsch von Metellus’ Truppen bei Chaironeia niedergemacht. Auch eine weitere griechische Abteilung aus Patrai wurde von den Römern in Phokis aufgerieben. Nur einem kleinen Teil des achaiischen Bundesheeres gelang die Rückkehr auf die Peloponnes.
Diaios, der Vorgänger des verschwundenen Kritolaos im Strategenamt, übernahm nun nach dem Gesetz erneut dieses militärische Amt. Um zur Fortsetzung des Krieges gegen Rom in der Lage zu sein, ordnete er umfangreiche Kriegsrüstungen, die Aushebung aller wehrfähigen Männer sowie Freilassung und Bewaffnung von 12,000 Sklaven an. Ferner ließ er das Vermögen vieler Reicher und den Schmuck der Frauen zur Kriegsfinanzierung beschlagnahmen und Befürworter des Friedens hinrichten. In den Städten Achaias herrschten aber auch Angst und Verzweiflung, sodass zahlreiche Menschen Selbstmord verübten oder flohen. Damit die Römer nicht auf den Isthmus von Korinth vordringen konnten, sandte Diaios den Feldherrn Alkamenes mit 4000 Kriegen nach Megara und zog das achaiische Heer bei Korinth zusammen.
Metellus hatte sich inzwischen gegen Theben wegen dessen Teilnahme an der Schlacht bei Skarpheia auf achaiischer Seite gewandt. Die Thebaner waren aber vor Metellus’ Ankunft aus ihrer Stadt entwichen und hatten Zuflucht in den umliegenden Orten und in Gebirgsregionen genommen. Metellus verfuhr mild gegen Theben und verschonte seine Tempel und Wohnhäuser. Auch ließ er die flüchtigen Thebaner nicht verfolgen; nur der Boiotarch Pytheas sollte wegen seiner Ankurbelung des Kriegs gegen die Römer bestraft werden. Von Theben zog Metellus weiter nach Megara, doch war die achaiische Besatzung unter Alkamenes vor der Ankunft des Proprätors nach Korinth geflohen. Metellus wollte den Achaiischen Krieg vor der Ankunft des Konsuls Lucius Mummius beenden, um selbst die militärischen Lorbeeren zu ernten. Er war daher den Friedensvorschlägen der an ihn geschickten achaiischen Gesandtschaft unter Andronidas geneigt. Obwohl die Gesandten bei ihrer Rückkehr nach Korinth günstige Friedensbedingungen vermeldeten, wurden sie auf Betreiben des Diaios angeklagt und zum Tod verurteilt. Nur durch Bestechung des Diaios vermochten sie ihr Leben zu retten. Eine friedliche Einigung mit Rom war nicht mehr möglich.

### Schlacht bei Leukopetra
Nun traf der Konsul Lucius Mummius in Griechenland ein und eilte seinen Truppen voraus ins römische Lager des Metellus, der eben die Achaier auf der Peloponnes angreifen wollte. Der Konsul übernahm sofort den Oberbefehl und schickte den erfolgreichen Proprätor fort, der sich nach Makedonien zurückziehen musste. Mummius versammelte seine aus 23,000 Infanteristen und 3500 Reitern bestehenden Truppen auf dem Isthmus. Außerdem stand ihm ein von König Attalos II. geschicktes pergamenisches Hilfskontingent unter der Führung Philopoimens sowie eine Abteilung kretischer Bogenschützen zur Seite. Demgegenüber umfasste die von Diaios bei Korinth aufgestellte Armee 14,000 Hopliten und 600 Reiter.
Als Mummius über den Isthmus von Korinth vorrückte, wurde seine Vorhut, die den Wachdienst vernachlässigt hatte, von den Griechen nachts überfallen und mit beträchtlichen Verlusten zurückgeschlagen. Aufgrund dieses Erfolgs bot Diaios den Römern eine Schlacht bei dem sonst unbekannten Ort Leukopetra auf dem korinthischen Isthmus an (146 v. Chr.). Gleich beim ersten Angriff wurde die achaiische Reiterei von der sechsfach stärkeren römischen zur Flucht genötigt. Das achaiische Fußvolk leistete dagegen der römischen Übernacht erbitterten Widerstand, wurde aber schließlich durch einen Seitenangriff von tausend auserlesenen römischen Soldaten zersprengt. Diaios verzichtete darauf, mit den Resten seines Heeres Korinth zu verteidigen. Stattdessen floh er in seine Heimatstadt Megalopolis, tötete dort seine Gattin, setzte sein Haus in Brand und vergiftete sich. Auch die anderen überlebenden Griechen waren eilig in ihre Heimatgemeinden oder aufs Land geflohen. Der Krieg war zu Ende; die Achaier unterwarfen sich.

### Plünderung und Zerstörung Korinths
Mummius fand Korinth unverteidigt und von Einwohnern entblößt vor. Da er aber einen Hinterhalt befürchtete, wagte er erst am dritten Tag, in die Stadt einzuziehen. Die in Korinth noch angetroffenen Männer wurden getötet, die Frauen und Kinder in die Sklaverei verkauft. Der Konsul ließ Korinth, damals eine der blühendsten Handelsstädte Griechenlands, plündern, indem zahlreiche wertvolle Weihgeschenke und Kunstschätze nach Rom abtransportiert wurden. Die weniger kostbaren überließ der Konsul den pergamenischen Bundesgenossen. Gemäß einem ihm überbrachten Senatsbeschluss ordnete er die Brandschatzung Korinths an. Diese Maßnahme war im Senatsbeschluss u. a. mit der früheren Misshandlung römischer Gesandter in Korinth begründet. Zwischen der Plünderung und Einäscherung der Stadt dürfte eine größere Zeitspanne vergangen sein, da der Geschichtsschreiber Polybios nach der Beobachtung der Eroberung Karthagos genügend Zeit hatte, um auch bei der Katastrophe Korinths als Augenzeuge zugegen zu sein. Dass Korinth völlig zerstört worden sei, wie antike Autoren berichten, stimmt mit dem Befund moderner Ausgrabungen nicht überein.
Noch vor der Ankunft der nach Griechenland entsandten Senatskommission ordnete Mummius auch die Bestrafung anderer Städte an, sofern sie der antirömischen Koalition des Diaios beigetreten waren. So befahl er die Niederreißung der Mauern von Theben und Chalkis. Die Achaier mussten ihre Waffen abgeben. Auch kam es mehrfach zu Plünderungen sowie zur Hinrichtung vieler vornehmer Bürger in Chalkis.

## Römische Neuordnung Griechenlands
Die wichtigsten Maßnahmen traf Mummius erst nach dem Eintreffen der Zehnerkommission des Senats. Gemeinsam ordneten sie in einer etwa einer etwa ein halbes Jahr in Anspruch nehmenden Tätigkeit die Verhältnisse in Griechenland bis zum Frühjahr 145 v. Chr. neu. Das Gebiet Korinths wurde teils in römisches Gemeinland umgewandelt, teils den Einwohnern Sikyons zugeteilt. Alle Bünde in Griechenland wurden aufgelöst; niemand durfte gleichzeitig in zwei Gemeinden Grundbesitz erwerben. Anstelle der bisherigen demokratischen Regierungen in den Städten übernahmen dort mit Adligen besetzte Gemeinderäte die Verwaltung. Griechenland verlor seine politische Unabhängigkeit, und die Städte besaßen nur noch eine geringe formelle Freiheit, die sich auf die Selbstverwaltung und den Bodenbesitz beschränkte. Die Jurisdiktion und militärische Belange unterstanden hingegen dem Statthalter der römischen Provinz Macedonia. Einzelne Gemeinden musste Geldstrafen an Rom zahlen, die achaiischen Bundesstädte 200 Talente an Sparta entrichten. Viele dieser Geldbußen wurden nach einigen Jahren erlassen. Nur wenige griechischen Städte wie Athen und Sparta behielten als Verbündete Roms eine gewisse Autonomie. Als römische Provinz Achaea wurde Griechenland erst 27 v. Chr. eingerichtet.